# Кавина, Лидия Евгеньевна
Лидия Евгеньевна Кавина (род. 8 сентября 1967, Москва, СССР) — российская исполнительница на терменвоксе, композитор и музыкальный педагог.

## Биография
Родилась в семье московских архитекторов — доктора архитектуры, члена-корреспондента Российской академии архитектуры Евгения Васильевича Кавина (1925—2007) и Натальи Михайловны Нестурх (1925—1998).
В 9 лет начала изучать терменвокс под руководством изобретателя инструмента, Л. Термена, который являлся двоюродным братом её деда, известного антрополога М. Ф. Нестурха, и был частым гостем в семье Кавиных. Пять лет спустя дала свой первый концерт на терменвоксе, положивший начало музыкальной карьере, которая до сих пор насчитывает более чем тысячи театральных, радио- и телевизионных выступлений по всему миру.

С 1983 по 1988 год выступала с Оркестром Электромузыкальных Инструментов при ВР и ЦТ п/у В. В. Мещерина на альтернативном классической модели терменвоксе «Системы Ковальского». Несколько лет работала лектором Музея Музыкальной культуры им. Глинки.
Закончила композиторский факультет Московской государственной консерватории (в классах доцента А. И. Пирумова и профессора Т. А. Чудовой), где также окончила ассистентуру-стажировку и вела класс классического терменвокса в студии электронной музыки в течение ряда лет.
Выступала в качестве сольного исполнителя в таких залах, как Большой зал Московской консерватории, Московский международный Дом музыки под руководством Владимира Спивакова и дворец Бельвю в Берлине (резиденция президента Германии), а также выступала на ведущих фестивалях, в том числе на фестивале Линкольн-центра (Нью-Йорк), Фестивале электронной музыки в Бурже и фестивале «Авангард» (Москва).
Исполняет большинство из классического репертуара терменвокса, в том числе популярные произведения для терменвокса Богуслава Мартину, Иосифа Шиллингера, Миклоша Рожа, а также Эдгара Вареза и Николая Обухова. В сопровождении Лондонского филармонического оркестра участвовала в записи саундтрека Говарда Шора в оскароносном фильме «Эд Вуд» Тима Бёртона, а также в фильмах «Машинист» Б. Андерсона, «Экзистенция» Д. Кроненберга. Записала несколько компакт-дисков и учебный видеофильм для Moog Music — компании-производителя электронно-музыкальных инструментов, в том числе терменвоксов. Участвовала в театральных постановках режиссёра Роберта Уилсона в театре «Талия» (Thalia Theater) в Гамбурге, прежде всего в спектаклях «Алиса» и «Чёрный всадник» с музыкой Тома Уэйтса. Сотрудничала также с русской экспериментальной группой Messer Chups. В 2022 году участвовала в записи нового альбома группы Аквариум. 
Активно пропагандирует новую экспериментальную музыку для терменвокса. В сотрудничестве с Барбарой Буххольц и Kamerensemble Neue Musik Berlin провела ряд концертов современных произведений для терменвокса в Германии в 2005—2007 годах. Наиболее заметным проектом в недавнем творчестве Кавиной стало соло терменвокса в «Русалочке», балете Леры Ауэрбах и хореографа Джона Ноймайера по мотивам сказки Х. К. Андерсена в Оперном театре Копенгагена и Гамбургской государственной опере (2007).
Участвовала в организации фестивалей терменвокса, в том числе Первого Международного Фестиваля Терменвокса в Портленде (штат Мэн, США) 1997, фестивалей «Hands Off» в Великобритании, и фестиваля «Without Touch» в Германии. Ведет активную предподавательскую деятельность. В разное время под её руководством начинали изучать терменвокс известные современные исполнители Масами Такэути, Барбара Буххольц, Каролина Айк, Олеся Ростовская.
Автор ряда собственных произведений для терменвокса, в том числе концерта для терменвокса с оркестром, впервые исполненного оркестром Boston Modern Orchestra Project под руководством Джила Роуза.
Муж — Георгий Павлов — по образованию физик, конструирует и собирает новые модели терменвоксов. Имеет двух сыновей.

## Дискография
На СD:
- Music from the Ether, Mode records, 1999
- Concerto per Theremin. Live in Italy, Teleura, 2000
- Touch! Don’t Touch! — Music for Theremin with Barbara Buchholz, Wergo, 2006[6]
- Spellbound!, Mode records, 2008

Совместно:
- Music for Films III Music by Brian Eno, Opal Records, 1988
- Ed Wood: Original Soundtrack Recording Music by Howard Shore, Hollywood Records, 1994
- eXistenZ, Soundtrack Music by Howard Shore, RCA Victor, 1999
- Мяу кисс ми (Би-2), Sony Music, 2001
- Black Black Magic Music by Messer Chups, Solnze Records, 2002
- Crazy Price Music by Messer Chups, Solnze Records, 2003
- Vamp Babes , Upgrade Version Music by Messer Chups, Solnze Records, 2004
- Baehlamms Fest Music by Olga Neuwirth, Kairos, 2003
- The Machinist, Soundtrack Music by Roque Baños, Melodramma Records, 2005
- Дом Всех Святых (группа Аквариум), Мистерия звука, 2022

Видеофильмы:
- Mastering the Theremin, Big Briar, 1995
- Concerto per Theremin. Live in Italy, Teleura, 2001